# 中村恒三郎
中村 恒三郎（なかむら つねさぶろう、1886年（明治19年）12月 - 没年不詳）は、日本の内務官僚。弁護士。

## 経歴
東京府出身。中村常吉の四男。1916年（大正5年）、京都帝国大学法科大学英法科を卒業した。岡山県属、福島県西白河郡長、和歌山県理事官、秋田県理事官、熊本県理事官、鳥取県書記官、秋田県書記官・警察部長、広島県書記官・警察部長、福岡県書記官・警察部長、静岡県書記官・警察部長、和歌山県書記官・内務部長、高知県書記官・内務部長、神奈川県書記官・総務部長、京都府書記官・総務部長を歴任し、1937年（昭和12年）に退官した。
退官後は京都帝国大学書記官、川崎市助役を務めた。その後、弁護士を開業した。